# Варваровская щель
Варваровское ущелье (Шингарская синклиналь, долина реки Шингари) — проходит с юга от Варваровской антиклинали в направлении от Чёрного моря. В ущелье протекает река Шингари (Шингарь), расположено село Варваровка (Супсехский сельский округ, основано в 1868 году, на 2004 год проживает 1674 человек). Ущелье выходит к морю на живописном участке галечного пляжа Варваровская щель, пляж территориально относится к курортному поселку Сукко, Анапского района Краснодарского края. Расстояние от Варваровской щели до города-курорта Анапа составляет 11 км. Через перевал Муркин из ущелья можно попасть в ущелье Казённая Щель.

## Галерея

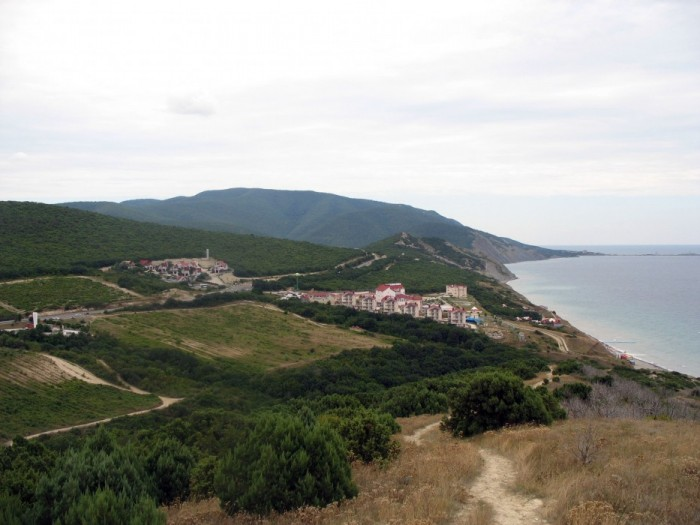
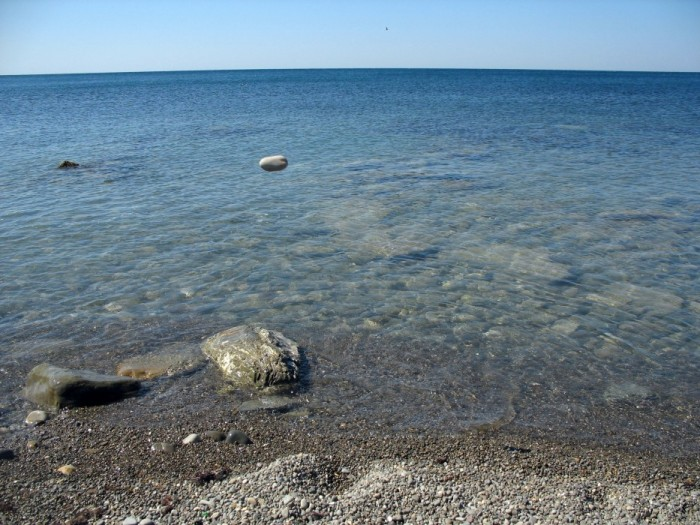
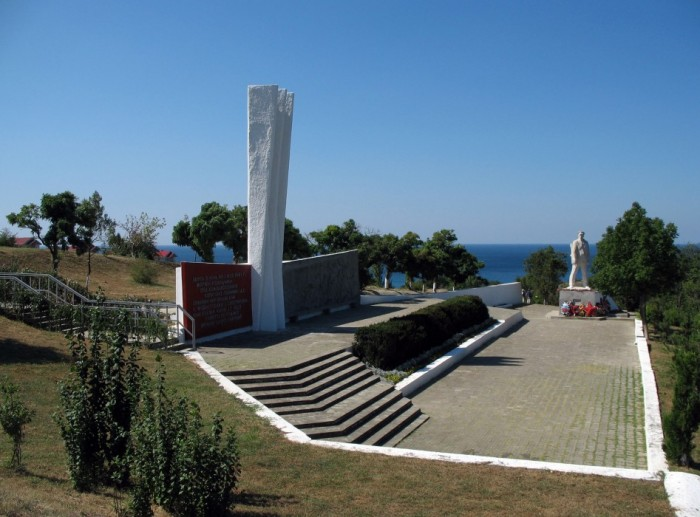
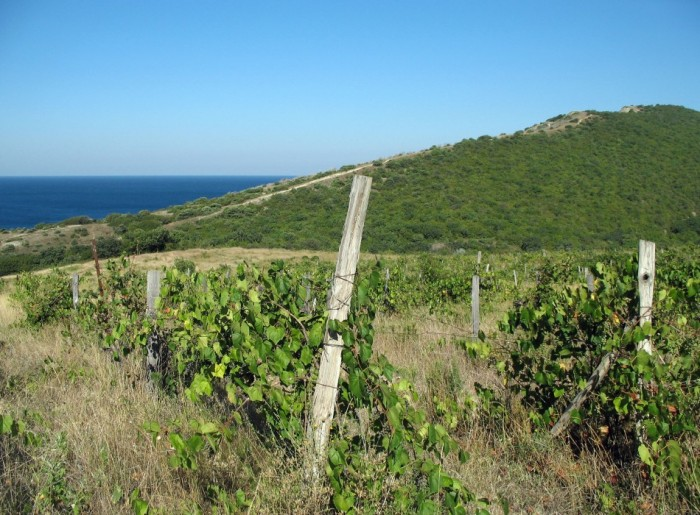
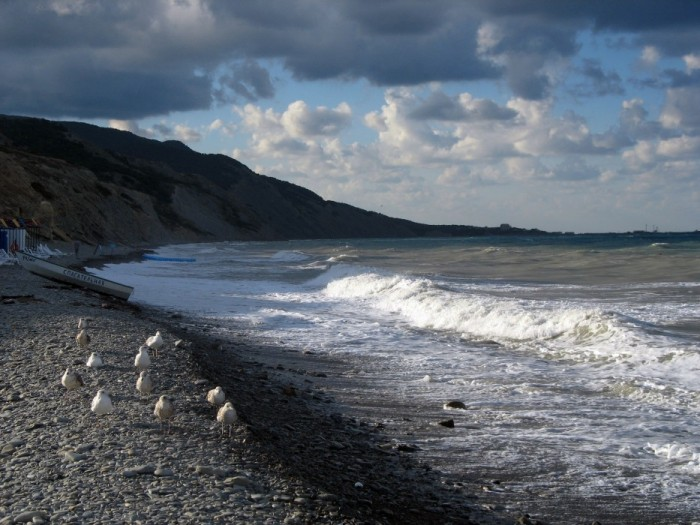